# شیرزاد بهشتی‌طلا
شیرزاد بهشتی‌طلا کشتی‌گیر فرنگی‌کار ایرانی است.
از افتخارات وی می‌توان به کسب مدال طلا بازی‌های همبستگی اسلامی ۲۰۲۱ اشاره کرد.
همین طور وی در رده جوانان نقره آسیا دارد.

## فعالیت حرفه‌ای ورزشی

### بازی‌های همبستگی اسلامی ۲۰۲۱
در وزن ۶۳ کیلوگرم شیرزاد بهشتی طلا پس از استراحت در دور نخست، در دور دوم با نتیجه ۳ بر یک از سد فیروز میرزوراجابوف از تاجیکستان گذشت و راهی مرحله نیمه نهایی شد. وی در این مرحله با نتیجه ۴ بر ۳ مقابل تورابک تیرکاشیف از ازبکستان به برتری دست یافت و راهی دیدار فینال شد. بهشتی طلا در این دیدار با نتیجه ۴ بر ۲ تینار شارشنبکوف قهرمان آسیا از قرقیزستان را از پیش رو برداشت و به مدال طلا دست یافت.